# Euramaster
Euramaster (per esteso Euramaster Tuttocolore) è una collana mensile di volumi a fumetti pubblicata dalla Eura Editoriale da settembre 2000 fino alla chiusura della casa editrice nel 2009.
Gemella della collana Euracomix (che pubblicava prevalentemente fumetti sudamericani, argentini in particolare), Euramaster Tuttocolore pubblicava esclusivamente serie francesi rispettandone il formato originale album (22 × 28 cm). Alcune delle serie presentate erano già state pubblicate a puntate sulle pagine dei settimanali Lanciostory e Skorpio, di più piccolo formato rispetto ai volumi originali; pertanto, in questi casi la pubblicazione su Euramaster è tecnicamente una ristampa in volume.
Euramaster Tuttocolore, presentandosi come pubblicazione ad alta tiratura e a basso prezzo di copertina diffusa in edicola, è stata la prima collana che ha tentato di proporre in Italia il fumetto popolare francese a costi contenuti (il prezzo di copertina del primo numero era di 10 000 lire, economico se si pensa che volumi simili di altri editori si aggiravano all'epoca tra le 18 e le 22 000 lire)
Un simile tentativo era stato effettuato anche da Cult Comics (etichetta editoriale di Panini Comics), che solo un anno prima, nel 1999, aveva lanciato il serial a fumetti XIII in volumi da edicola al prezzo di 9900 lire. Il tentativo, tuttavia, fallì: dopo alcuni mesi la pubblicazione fu dirottata dal circuito delle edicole a quello delle librerie specializzate, con una tiratura ridotta e con un prezzo più alto.
Euramaster Tuttocolore è stata invece, a tutt'oggi, l'unica collana italiana da edicola a presentare con cadenza regolare fumetti francesi mantenendone il formato album.
Alcune delle serie (ad esempio Aldebaran di Leo) vengono proseguite da Aurea Editoriale sulla collana AureaComix.

## Elenco dei titoli
1. Alpha [1 - Lo Scambio], di Renard e Jigounov
2. Jessica Blandy [1 - Ricordati di Enola Gay], di Dufaux e Renaud
3. Les Maîtres de l'Orge [1 - Charles, 1854], di Van Hamme e Vallès
4. Pin-up [1], di Yann e Berthet
5. Alpha [2 - Il clan Bogdanov], di Renard e Jigounov
6. Gil St. Andrè [1], di Kraehn
7. Jessica Blandy [2 - La Casa del Dottor Zack], di Dufaux e Renaud
8. Alpha [3 - Il Salario dei Lupi], di Mythic e Jigounov
9. Aldebaran [1 - La Catastrofe], di Leo
10. Pin-up [2], di Yann e Berthet
11. Aldebaran [2 - La Bionda], di Leo
12. Jessica Blandy [3 - Il Diavolo all'Alba], di Dufaux e Renaud
13. Alpha [4 - La Lista], di Mythic e Jigounov
14. Il Principe della Notte [1 - Il Cacciatore], di Swolfs
15. Gil St. Andrè [2 - La Faccia Nascosta], di Kraehn
16. Les Maîtres de l'Orge [2 - Margrit, 1886], di Van Hamme e Vallès
17. Aldebaran [3 - La Foto], di Leo
18. Alpha [5 - Sanzioni], di Mythic e Jigounov
19. Pin-up [3], di Yann e Berthet
20. Jessica Blandy [4 - Il Colore del Blues], di Dufaux e Renaud
21. Les Maîtres de l'Orge [3 - Adrien, 1917], di Van Hamme e Vallès
22. Il Principe della Notte [2 - La Lettera dell'Inquisitore], di Swolfs
23. Gil St. Andrè [3 - Il Fuggitivo], di Kraehn e Vallée
24. Aldebaran [4 - Il Gruppo], di Leo
25. Pin-up [4 - Blackbird], di Yann e Berthet
26. Jessica Blandy [5 - Pelle d'Inferno], di Dufaux e Renaud
27. Les Maîtres de l'Orge [4 - Noël, 1932], di Van Hamme e Vallès
28. Aldebaran [5 - L'Incontro], di Leo
29. Il Principe della Notte [3 - Luna Piena], di Swolfs
30. Alpha [6 - L'Intermediario], di Mythic e Jigounov
31. Pin-up [5], di Yann e Berthet
32. Jessica Blandy [6 - Sei Lontana, Ragazza di Ipanema], di Dufaux e Renaud
33. Gil St. Andrè [4 - Il Cacciatore], di Kraehn e Vallée
34. Les Maîtres de l'Orge [5 - Julienne, 1950], di Van Hamme e Vallès
35. Betelgeuse [1 - Il Pianeta], di Leo
36. Il Principe della Notte [4 - La Vendetta di Kergan], di Swolfs
37. Jessica Blandy [7 - La Risposta dell'Eco], di Dufaux e Renaud
38. Pin-up [6], di Yann e Berthet
39. Les Maîtres de l'Orge [6 - Jay, 1973], di Van Hamme e Vallès
40. Gil St. Andrè [5 - Inchieste Parallele], di Kraehn e Vallée
41. Jessica Blandy [8 - Senza Rimpianti, Senza Rimorsi...], di Dufaux e Renaud
42. Il Principe della Notte [5 - Elise], di Swolfs
43. Betelgeuse [2 - I Sopravvissuti], di Leo
44. Les Maîtres de l'Orge [7 - Frank, 1997], di Van Hamme e Vallès
45. Gil St. Andrè [6 - Sorelle di Lacrime], di Kraehn e Vallée
46. Jessica Blandy [9 - Satana, Mio Fratello], di Dufaux e Renaud
47. Alpha [7 - Biancaneve, 30 secondi!], di Mythic e Jigounov
48. Il Principe della Notte [6 - Ritorno a Ruhenberg], di Swolfs
49. Dixie Road [1], di Dufaux e Labiano
50. Betelgeuse [3 - La Spedizione], di Leo
51. Il Terzo Testamento [1 - Marco o il Risveglio del Leone], di Dorison e Alice
52. Jessica Blandy [10 - Satana, Mio Tormento], di Dufaux e Renaud
53. Dixie Road [2], di Dufaux e Labiano
54. Largo Winch [1 - L'Erede], di Van Hamme e Francq
55. Largo Winch [2 - Il Gruppo W], di Van Hamme e Francq
56. Largo Winch [3 - O.P.A.], di Van Hamme e Francq
57. Betelgeuse [4 - Le Caverne], di Leo
58. Il Terzo Testamento [2 - Matteo o il Volto dell'Angelo], di Dorison e Alice
59. Dixie Road [3], di Dufaux e Labiano
60. Largo Winch [4 - Business Blues], di Van Hamme e Francq
61. Largo Winch [5 - H], di Van Hamme e Francq
62. Jessica Blandy [11 - Problemi in Paradiso], di Dufaux e Renaud
63. Alpha [8 - Giochi di Potere], di Mythic e Jigounov
64. Largo Winch [6 - Dutch connection], di Van Hamme e Francq
65. Largo Winch [7 - La Fortezza di Makiling], di Van Hamme e Francq
66. Dixie Road [4], di Dufaux e Labiano
67. Gil St. Andrè [7 - Prigionieri], di Kraehn e Vallée
68. Jessica Blandy [12 - Come un Buco nella Testa], di Dufaux e Renaud
69. Largo Winch [8 - L'Ora della Tigre], di Van Hamme e Francq
70. Il Terzo Testamento [3 - Luca o il Soffio del Toro], di Dorison e Alice
71. Largo Winch [9 - Vedi Venezia], di Van Hamme e Francq
72. Jessica Blandy [13 - Lettera a Jessica], di Dufaux e Renaud
73. Betelgeuse [5 - L'Altra], di Leo
74. Il Terzo Testamento [4 - Giovanni o il Giorno del Corvo], di Dorison e Alice
75. Largo Winch [10 - ...E Poi Muori], di Van Hamme e Francq
76. La Ballata dell'Acqua, di Vega
77. La Ballata dell'Aria, di Vega
78. Gil St. Andrè [8 - Il Sacrificio], di Kraehn e Vallée
79. Alpha [9 - Scala], di Mythic e Jigounov
80. La Ballata della Terra, di Vega
81. La Ballata del Fuoco, di Vega
82. Largo Winch [11 - Golden Gate], di Van Hamme e Francq
83. Jessica Blandy [14 - Cuba!], di Dufaux e Renaud
84. Largo Winch [12 - Shadow], di Van Hamme e Francq
85. Pin-up [7], di Yann e Berthet
86. Jessica Blandy [15 - ...E Ginny Sta in Vetrina], di Dufaux e Renaud
87. Vlad [1 - Igor, Mio Fratello], di Swolfs e Griffo
88. Pin-up [8], di Yann e Berthet
89. Pin-up [9], di Yann e Berthet
90. Largo Winch [13 - Il Prezzo dei Soldi], di Van Hamme e Francq
91. Jeremiah [25 - E Se un Giorno la Terra...], di Hermann
92. Vlad [2 - Il Signore di Novijanka], di Swolfs e Griffo
93. Jeremiah [26 - Un Porto nell'Ombra], di Hermann
94. Largo Winch [14 - La Legge del Dollaro], di Van Hamme e Francq
95. Jessica Blandy [16 - Buzzard Blues], di Dufaux e Renaud
96. Largo Winch [15 - I Tre Occhi dei Guardiani del Tao], di Van Hamme e Francq
97. Jessica Blandy [17 - Io Sono un Assassino], di Dufaux e Renaud
98. Jeremiah [27 - Elsie e la strada], di Hermann
99. Antares [Episodio 1], di Leo
100. Dracula [L'impalatore], di Hermann e Yves H
101. La ragazza di Ipanema, di Hermann e Yves H
102. Vlad [3 - Zona rossa], di Swolfs e Griffo
103. Jeremiah [28 - Ezra sta benone], di Hermann
104. Jessica Blandy [18 - Il contratto Jessica], di Dufaux e Renaud
105. Vlad [4 - L'ultima occasione], di Swolfs e Griffo
106. Manhattan beach 1957, di Hermann e Yves H
107. Il Diavolo dei sette Mari, di Hermann e Yves H
108. Zhong Guo, di Hermann e Yves H
109. Jessica Blandy [19 - Erotic attitude], di Dufaux e Renaud